# Tariq Niazi
Pour les articles homonymes, voir Niazi.
Tariq Niazi est un joueur pakistanais de hockey sur gazon né le 15 mars 1940 à Mianwali et mort le 20 avril 2008 à Rawalpindi.

## Biographie
Niazi a participé aux Jeux olympiques de 1964 et de 1968. Il remporte la médaille d'argent à Tokyo et la médaille d'or à Mexico.
Le stade municipal de hockey de la commune de Mianwali a été renommé Tariq Niazi Hockey Stadium en son honneur.